# Peter McDonald (Manager)

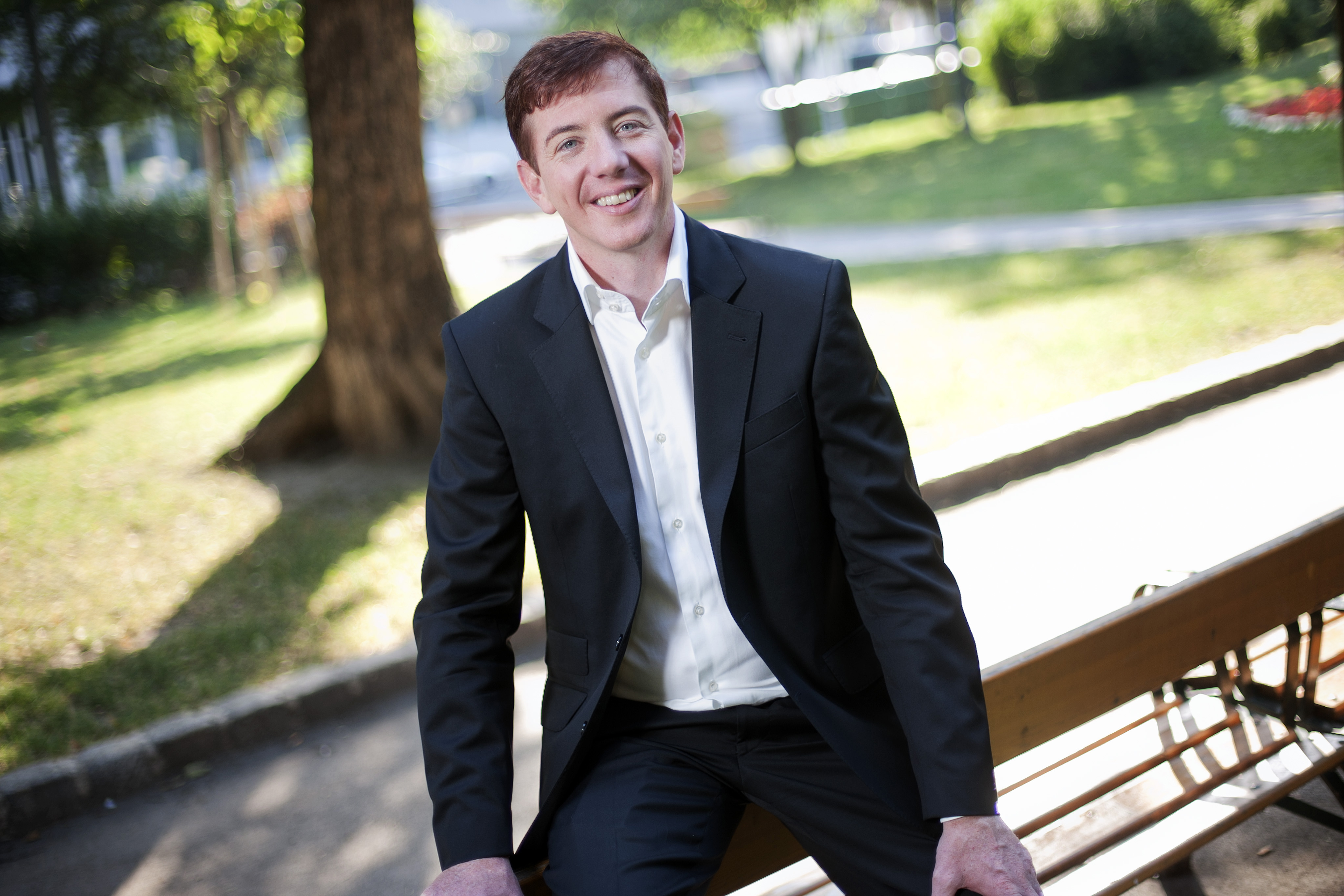
Peter McDonald (2013)

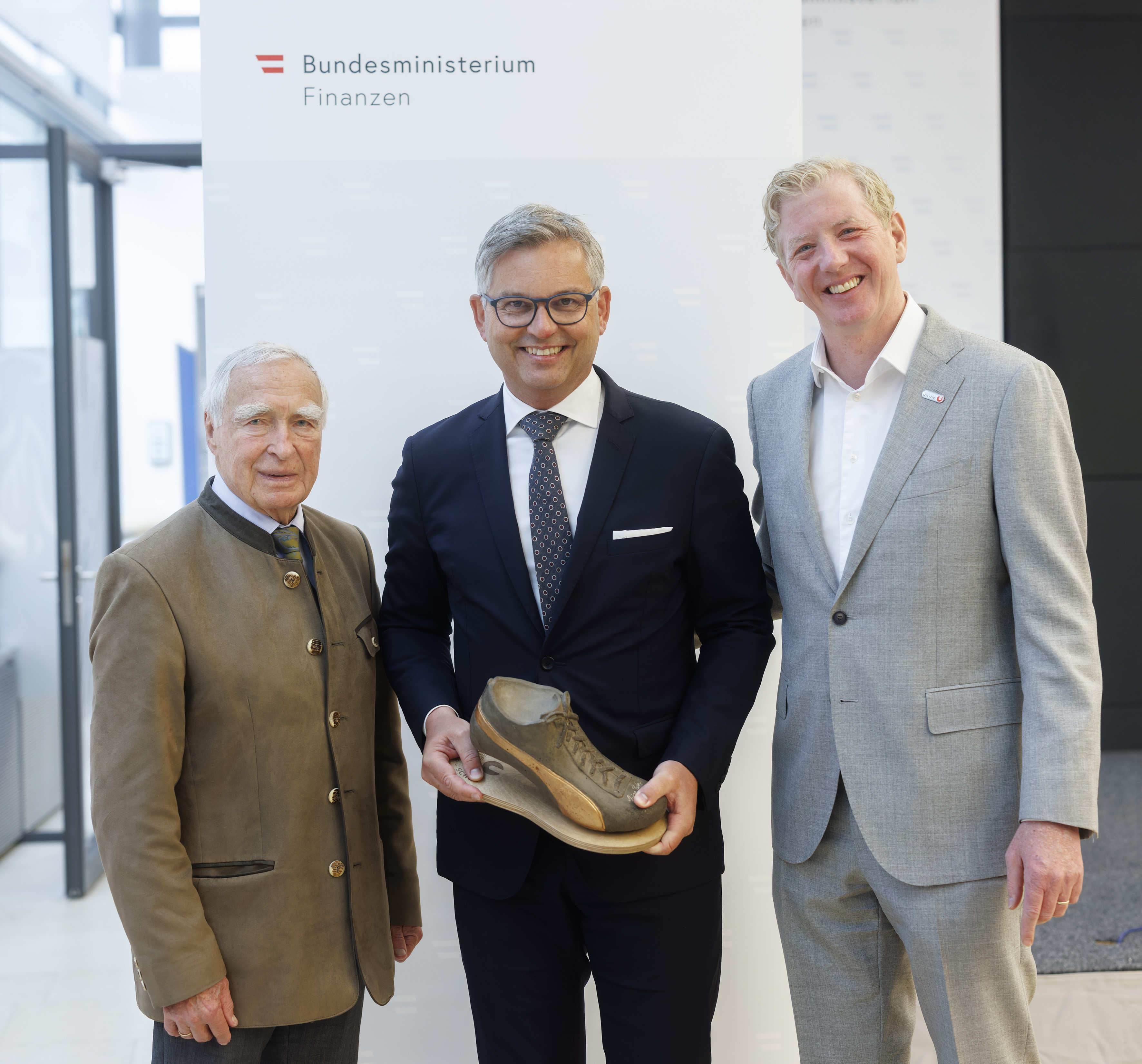
Peter McDonald (rechts) mit Gunnar Prokop und Magnus Brunner (2024)

Peter McDonald (* 4. August 1973 in Wels) ist ein österreichischer Manager und Politiker (ÖVP) und war von 2015 bis 2016 Generalsekretär seiner Partei. Er kandidierte bei der Nationalratswahl in Österreich 2013 auf der Bundesliste der ÖVP.

## Ausbildung
Der Oberösterreicher mit irischen Wurzeln – der Vater ist Ire, die Mutter gebürtige Welserin – wuchs in Rutzing bei Hörsching auf, besuchte hier die Volks- und die Hauptschule und danach die Handelsakademie in Traun. Nach der Matura und dem Präsenzdienst begann er im Jahr 1994 das Studium der Wirtschaftswissenschaften (BWL) an der Johannes Kepler Universität in Linz. Während des Studiums engagierte sich McDonald als Vorsitzender der Hochschülerschaft der Universität Linz. Zwischen 1997 und 1998 studierte er an der Cardiff University Business Administration und erlangte im Jahr 2002 seinen Master of Business Administration an der Johannes Kepler Universität.

## Beruflicher Werdegang
Von 2003 bis 2008 war Peter McDonald Referent, ab 2009 der Direktor der politischen Abteilung des Wirtschaftsbundes.
Von 2011 bis 2014 war er Stellvertreter des Obmanns der SVA – Sozialversicherung der gewerblichen Wirtschaft. und stellvertretender Vorsitzender der Trägerkonferenz der österreichischen Sozialversicherungsträger. Im Oktober 2014 wurde er zum Vorsitzenden des Verbandsvorstands im Hauptverband der österreichischen Sozialversicherungsträger gewählt.
Vom Oktober 2015 bis September 2016 war McDonald Generalsekretär der ÖVP.
Seit 2017 bis 2025 war er in verschiedenen Funktionen (u. a. als Digital Transformation Lead für elf Länder Mitteleuropas) bei Johnson & Johnson MedTech tätig.
Im Jänner 2025 folgte er Matthias Krenn als Obmann der Österreichischen Gesundheitskasse (ÖGK) nach.
Mit 1. Mai 2025 wurde Peter McDonald als neuer Generalsekretär-Stellvertreter des Österreichischen Wirtschaftsbundes bestellt. Er folgt in dieser Funktion auf Carmen Jeitler-Cincelli.

## Sportliche Laufbahn neben dem Beruf
Mit sechs Jahren begann er auf Vereinsbasis mit dem Fußballspielen beim SC Hörsching, dem er bis ins Erwachsenenalter angehörte und bei dem er nicht nur Führungsspieler, sondern auch Mannschaftskapitän war. Mit dem Verein brachte er es bis in die viertklassige Oberösterreich-Liga. Weiters gehörte er als Aktiver bzw. als Funktionär der DSG St. Magdalena, dem UNION Waldläufer Club oder der UNION Bambini Wien an und war Vereinsgründer des FC Rutzing.

## Ehrenamtliches Engagement
Von 2017 bis 2018 war McDonald Präsident des Wiener Landesverbandes der Sportunion. Seit 2018 ist er Präsident der Sportunion Österreich und in dieser Position alternierend mit den Präsidenten der ASKÖ und des ASVÖ Vizepräsident der Österreichischen Bundes-Sportorganisation (Sport Austria).

## Familie
McDonald ist verheiratet, Vater von fünf Kindern und lebt in Klosterneuburg.